# Roche-lez-Beaupré
Roche-lez-Beaupré est une commune française située dans le département du Doubs, la région culturelle et historique de Franche-Comté et la région administrative Bourgogne-Franche-Comté.
Les habitants se nomment les Rochois et les Rochoises.

## Géographie

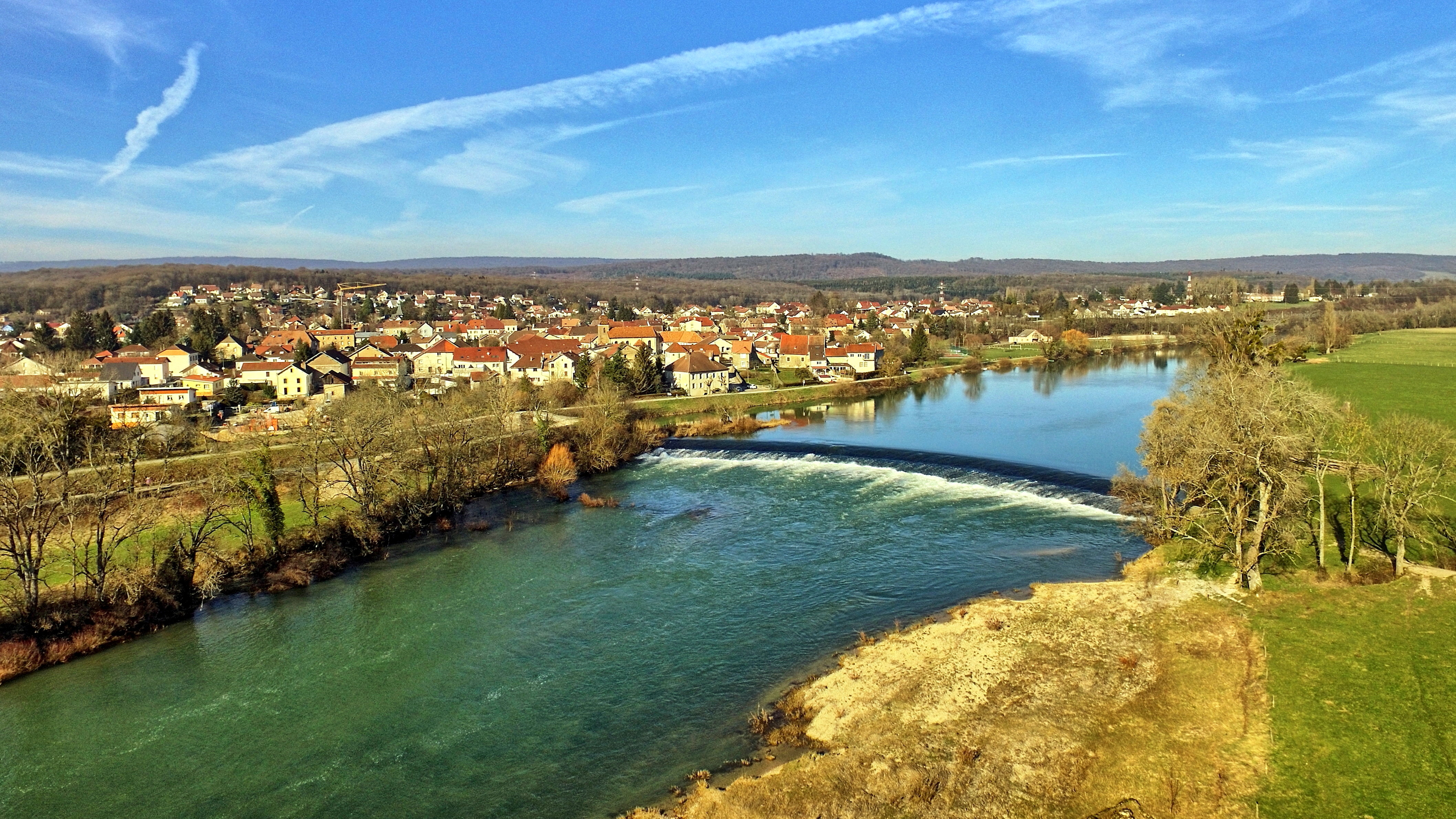
Le village et le barrage sur le Doubs.

Situé dans la vallée du Doubs, en rive droite, le village est traversé longitudinalement par la D 683, la voie ferrée Dole-Belfort et le canal Rhin-Rhône.

### Transport
La commune est desservie par les lignes  73  74  du réseau de transport en commun Ginko.

### Climat
Pour des articles plus généraux, voir Climat de la Bourgogne-Franche-Comté et Climat du Doubs.
En 2010, le climat de la commune est de type climat de montagne, selon une étude du Centre national de la recherche scientifique s'appuyant sur une série de données couvrant la période 1971-2000. En 2020, Météo-France publie une typologie des climats de la France métropolitaine dans laquelle la commune est exposée à un climat semi-continental et est dans la région climatique  Jura, caractérisée par une forte pluviométrie en toutes saisons (1 000 à 1 500 mm/an), des hivers rigoureux et un ensoleillement médiocre. 
Pour la période 1971-2000, la température annuelle moyenne est de 10,9 °C, avec une amplitude thermique annuelle de 17,4 °C. Le cumul annuel moyen de précipitations est de 1 195 mm, avec 13,2 jours de précipitations en janvier et 9,9 jours en juillet. Pour la période 1991-2020, la température moyenne annuelle observée sur la station météorologique de Météo-France la plus proche, « Besançon », sur la commune de Besançon à 8 km à vol d'oiseau, est de 11,4 °C et le cumul annuel moyen de précipitations est de 1 157,0 mm. 
La température maximale relevée sur cette station est de 40,3 °C, atteinte le 28 juillet 1921 ; la température minimale est de −20,7 °C, atteinte le 9 janvier 1985,,. 
Les paramètres climatiques de la commune ont été estimés pour le milieu du siècle (2041-2070) selon différents scénarios d'émission de gaz à effet de serre à partir des nouvelles projections climatiques de référence DRIAS-2020. Ils sont consultables sur un site dédié publié par Météo-France en novembre 2022.

## Urbanisme

### Typologie
Au 1er janvier 2024, Roche-lez-Beaupré est catégorisée bourg rural, selon la nouvelle grille communale de densité à 7 niveaux définie par l'Insee en 2022.
Elle appartient à l'unité urbaine de Roche-lez-Beaupré, une agglomération intra-départementale dont elle est ville-centre,. Par ailleurs la commune fait partie de l'aire d'attraction de Besançon, dont elle est une commune de la couronne,. Cette aire, qui regroupe 310 communes, est catégorisée dans les aires de 200 000 à moins de 700 000 habitants,.

### Occupation des sols
L'occupation des sols de la commune, telle qu'elle ressort de la base de données européenne d’occupation biophysique des sols Corine Land Cover (CLC), est marquée par l'importance des forêts et milieux semi-naturels (45,1 % en 2018), une proportion identique à celle de 1990 (45,1 %). La répartition détaillée en 2018 est la suivante : 
forêts (45,1 %), zones urbanisées (16,7 %), zones industrielles ou commerciales et réseaux de communication (13,1 %), zones agricoles hétérogènes (10,9 %), terres arables (9,1 %), prairies (5,1 %). L'évolution de l’occupation des sols de la commune et de ses infrastructures peut être observée sur les différentes représentations cartographiques du territoire : la carte de Cassini (XVIIIe siècle), la carte d'état-major (1820-1866) et les cartes ou photos aériennes de l'IGN pour la période actuelle (1950 à aujourd'hui).

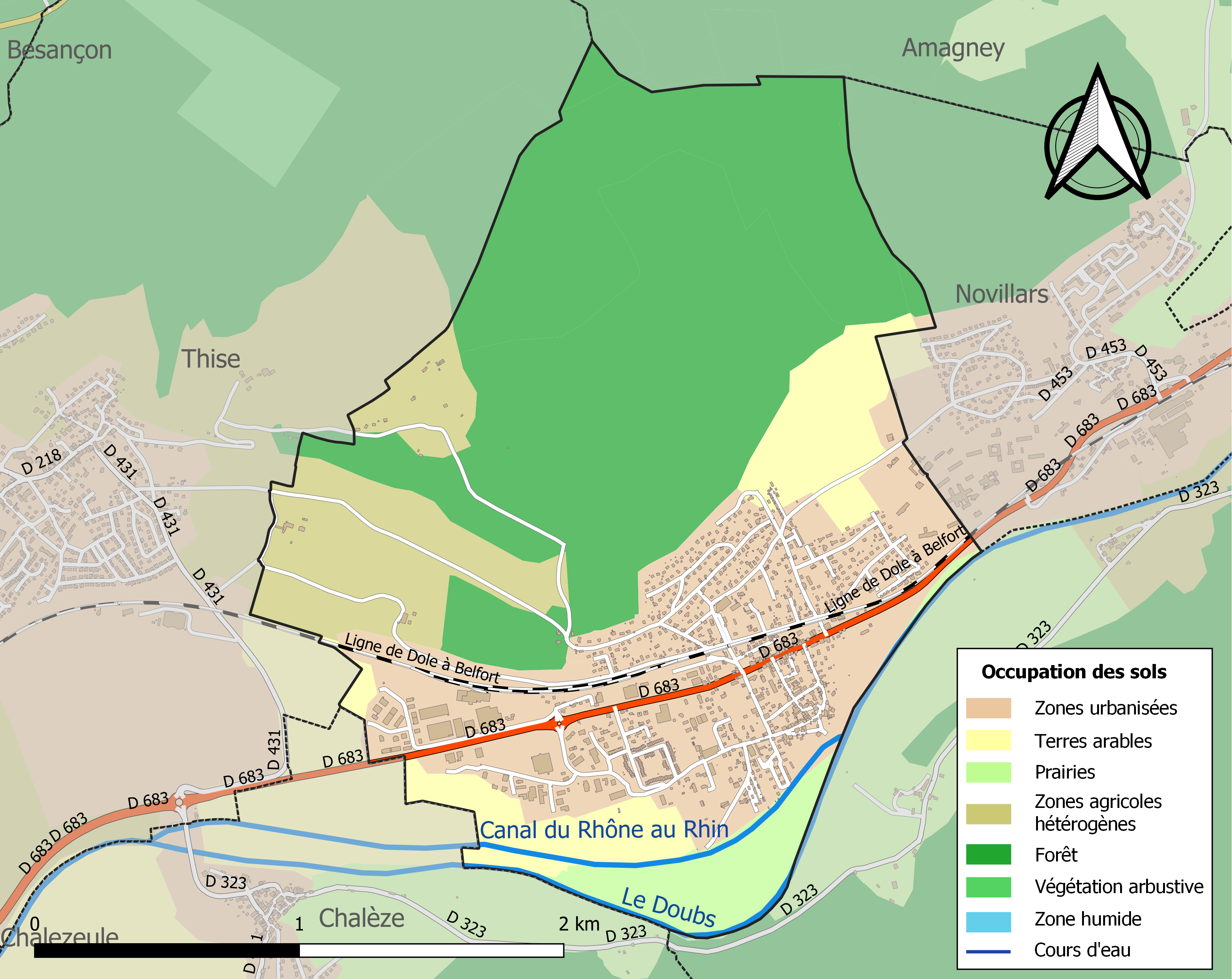
Carte des infrastructures et de l'occupation des sols de la commune en 2018 (CLC).

## Toponymie
Origine du nom : il provient de la barre rocheuse qui surplombe le cours du Doubs. Sa proximité avec le prieuré de Beaupré (Bellum pratum) la distingue de la quinzaine d'autres Roche, deux étant situées en Suisse.
Roche en 1073 ; Roches en 1138 ; Roiches en 1279 ; Roche proche de Beauprel en 1440 ; Roiche sur Doubs en 1488 ; Roche en 1584 ; Roche sur le Doux en 1663 et 17 4 ; Roche lez Beaupré : dénomination proposée pour la gare dès 1899 par le Conseil municipal, mais mis en application seulement en 1934.

## Politique et administration

### Liste des maires
| Période                                  | Période                    | Identité                                        | Étiquette | Qualité    |
| ---------------------------------------- | -------------------------- | ----------------------------------------------- | --------- | ---------- |
| 2014                                     | En cours (au 1erjuin 2020) | Jacques Krieger, Réélu pour le mandat 2020-2026 | DVD       | Retraité   |
| 2008                                     | 2014                       | Stéphane Courbet                                | DVD       | Artisan    |
| 1989                                     | 2008                       | Roland Bardey                                   | UMP       |            |
| 1983                                     | 1989                       | Marcel Regnier                                  |           |            |
| 1977                                     | 1983                       | Pierre Brunel                                   |           |            |
| 1975                                     | 1977                       | Robert Duret                                    |           |            |
| 1969                                     | 1975                       | René Olivier                                    |           |            |
| 1965                                     | 1969                       | Alfred Gigandet                                 |           |            |
| 1956                                     | 1965                       | André Reboud                                    |           | Industriel |
| 1935                                     | 1956                       | Charles Monnot                                  |           |            |
| 1918                                     | 1934                       | Antoine Beaux                                   |           |            |
| Les données manquantes sont à compléter. |                            |                                                 |           |            |

## Démographie
L'évolution du nombre d'habitants est connue à travers les recensements de la population effectués dans la commune depuis 1793. Pour les communes de moins de 10 000 habitants, une enquête de recensement portant sur toute la population est réalisée tous les cinq ans, les populations de référence des années intermédiaires étant quant à elles estimées par interpolation ou extrapolation. Pour la commune, le premier recensement exhaustif entrant dans le cadre du nouveau dispositif a été réalisé en 2008.

En 2022, la commune comptait 2 185 habitants, en évolution de +4,95 % par rapport à 2016 (Doubs : +1,88 %, France hors Mayotte : +2,11 %).
| 1793 | 1800 | 1806 | 1821 | 1831 | 1836 | 1841 | 1846 | 1851 |
| ---- | ---- | ---- | ---- | ---- | ---- | ---- | ---- | ---- |
| 385  | 324  | 334  | 322  | 301  | 343  | 330  | 329  | 337  |

| 1856 | 1861 | 1866 | 1872 | 1876 | 1881 | 1886 | 1891 | 1896 |
| ---- | ---- | ---- | ---- | ---- | ---- | ---- | ---- | ---- |
| 321  | 360  | 362  | 471  | 509  | 622  | 875  | 880  | 802  |

| 1901 | 1906 | 1911 | 1921 | 1926 | 1931 | 1936 | 1946 | 1954  |
| ---- | ---- | ---- | ---- | ---- | ---- | ---- | ---- | ----- |
| 697  | 759  | 795  | 754  | 968  | 967  | 958  | 885  | 1 061 |

| 1962  | 1968  | 1975  | 1982  | 1990  | 1999  | 2006  | 2008  | 2013  |
| ----- | ----- | ----- | ----- | ----- | ----- | ----- | ----- | ----- |
| 1 091 | 1 170 | 1 372 | 1 586 | 1 663 | 2 062 | 2 070 | 2 070 | 2 020 |

| 2018  | 2022  | - | - | - | - | - | - | - |
| ----- | ----- | - | - | - | - | - | - | - |
| 2 140 | 2 185 | - | - | - | - | - | - | - |

## Lieux et monuments
- L'église Saint-Joseph.
- Le château de Beaupré.
- La vallée du Doubs avec :
  - le barrage,
  - le canal du Rhône au Rhin,
  - la véloroute EuroVelo 6.

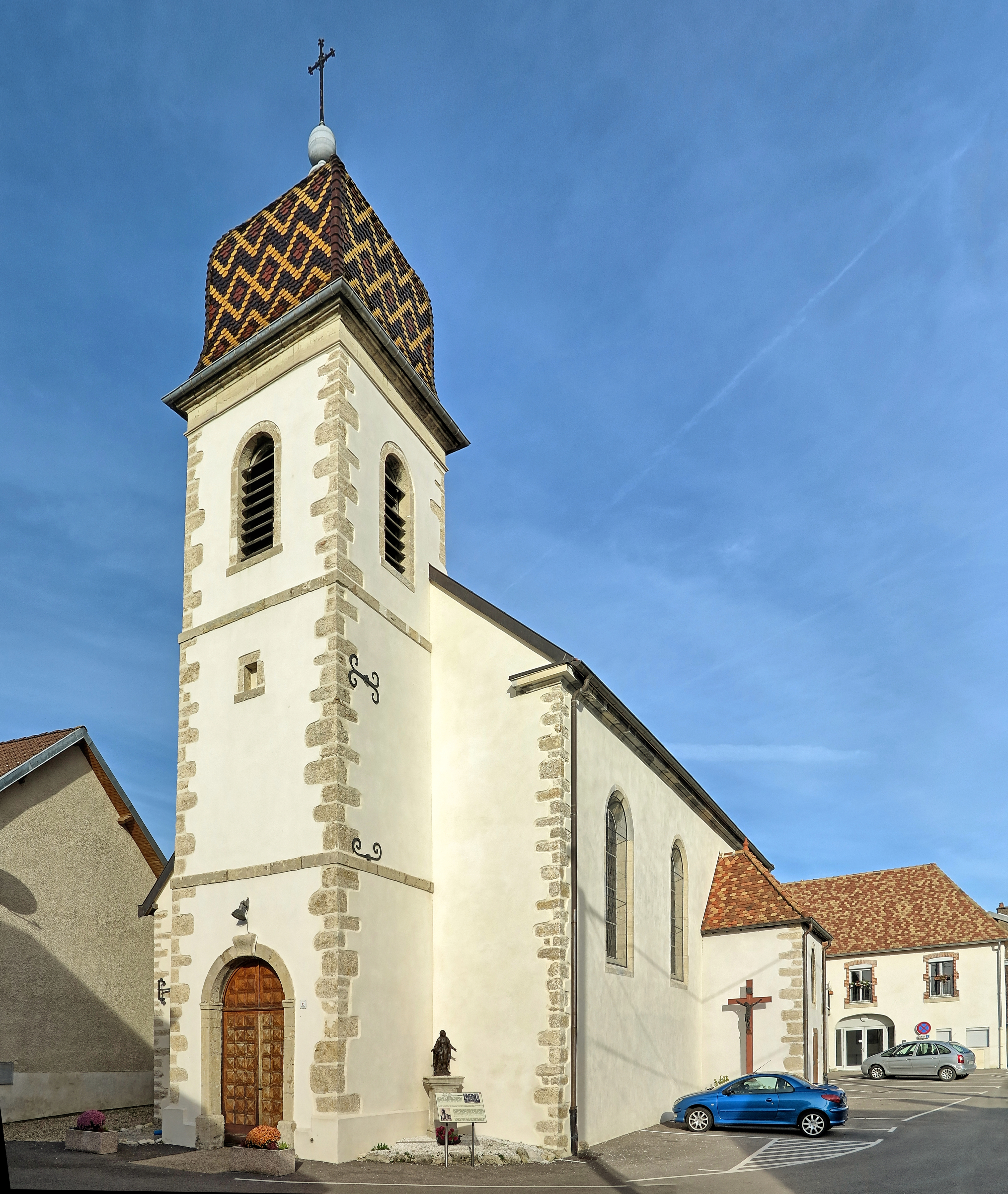
L'église.
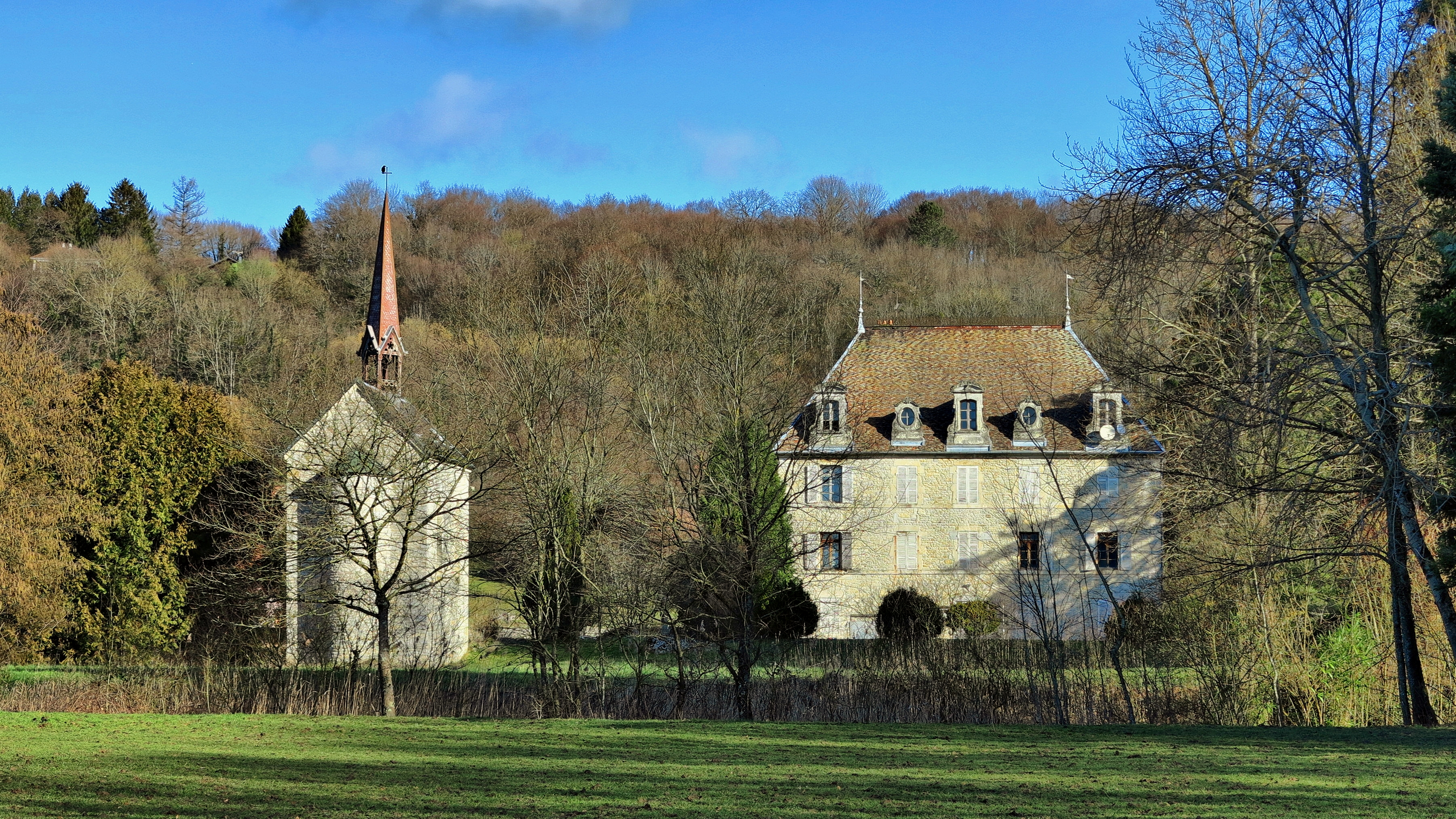
Le château de Beaupré et sa chapelle.
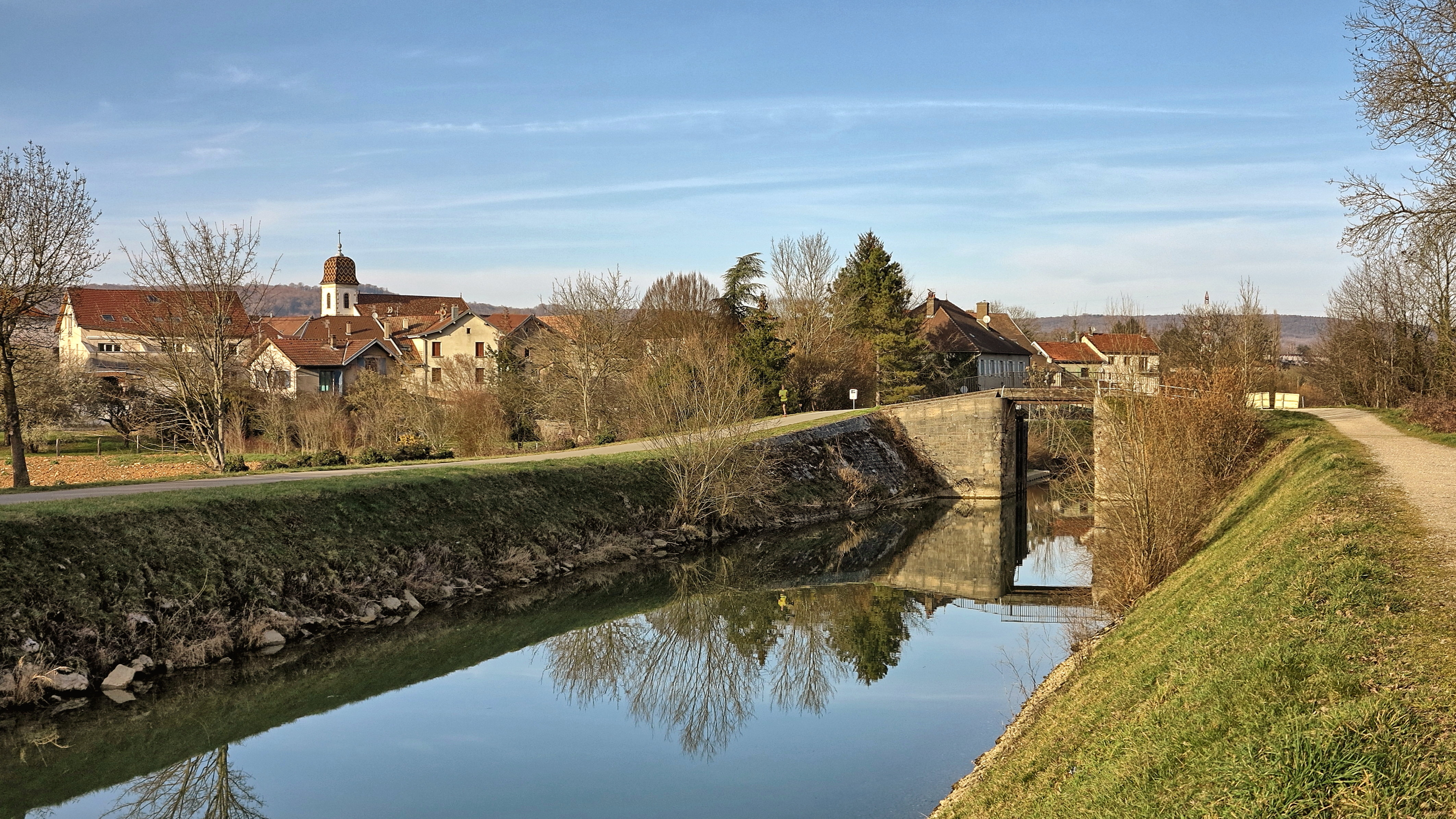
Le pont sur le canal du Rhône au Rhin.

## Personnalités liées à la commune
- Michel Chapuis (né en 1941), céiste français, vice-champion olympique en 1964.
- Juliette Labous (née en 1998), coureuse cycliste, deuxième du Tour d'Italie 2023.